# Лакафиа, Жан-Поль
Жан-Поль Лакафиа (фр. Jean-Paul Lakafia, 29 июня 1961, Нумеа, Новая Каледония, Франция) — новокаледонский и французский легкоатлет, выступавший в метании копья и десятиборье. Четырёхкратный чемпион Южнотихоокеанских игр 1979, 1983, 1987 и 1991 годов, серебряный призёр Южнотихоокеанских игр 1983 года, участник летних Олимпийских игр 1984 года.

## Биография
Жан-Поль Лакафиа родился 29 июня 1961 года в городе Нумеа в Новой Каледонии.
Выступал за легкоатлетический клуб «Мажента» из Нумеа.
Представляя Новую Каледонию, четыре раза выигрывал метание копья на Южнотихоокеанских играх. В 1979 году показал результат 64,44 метра, в 1983 году — 84,74 (рекорд Игр со старым копьём), в 1987 году — 78,96 (рекорд Игр с новым копьём), в 1991 году — 77,12. Кроме того, в 1983 году завоевал серебряную медаль в десятиборье.
В 1984 году вошёл в состав сборной Франции на летних Олимпийских играх в Лос-Анджелесе. Занял 12-е место в метании копья, показав результат 70,86 метра и уступив 15,90 метра победителю — Арто Хяркёнену из Финляндии.
В 1985 году стал бронзовым призёром летней Универсиады в Кобе в метании копья.
В составе сборной Франции в 1989 году выиграл метание копья на Играх Франкофонии (73,38).

## Личный рекорд
Метание копья — 86,60 (1985)

## Семья
Сыновья Жана-Поля Лакафиа Пьер-Жилль и Рафаэль выступают за сборную Франции по регби. Пьер-Жилль Лакафиа (род. 1987) в 2016 году в её составе участвовал в турнире по регби-7 на летних Олимпийских играх в Рио-де-Жанейро.